# Wath (Ryedale)
Wath – przysiółek w Anglii, w North Yorkshire. Leży 11,5 km od miasta Malton, 24,4 km od miasta York i 300,9 km od Londynu. W 1961 roku civil parish liczyła 6 mieszkańców. Wath jest wspomniana w Domesday Book (1086) jako Wad.